# Valongo do Vouga
Valongo do Vouga is een plaats (freguesia) in de Portugese gemeente Águeda en telt 5 006 inwoners (2001).